# جحيم في زنزانة (2014)

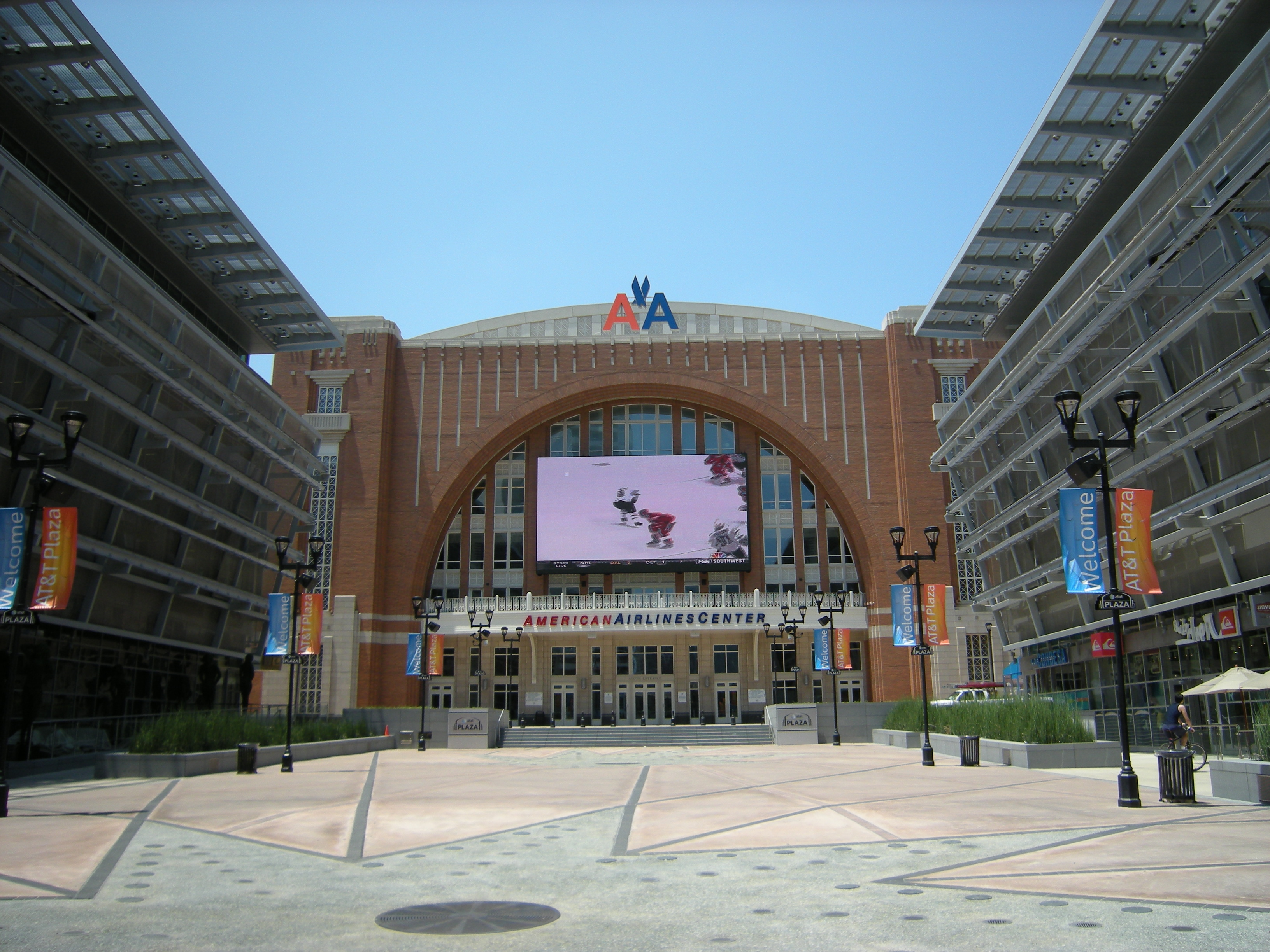
المركز الأمريكي للطيران حيث دارت فعاليات الدورة

جحيم في زنزانة هي الدورة الحالية لمنافسات جحيم في زنزانة التي تنضمها شركة المصارعة العالمية الترفيهية. ستدور المنافسات في 26 أكتوبر 2014، في المركز الأمريكي للطيران في دالاس، تكساس. وهي أول دورة لا يشارك فيها بطل دبليو دبليو إي.

## المباريات التي تم اعلانها قبل إجراء البطولة
| جون سينا فاز على راندي أورتن          | جحيم في زنزانة |
| سيث رولينز فاز على دين امبروز         | جحيم في زنزانة |
| شيمس (ب) فاز على ذا ميز               |                |
| أليكساندر روسيف فاز على بول وايت      |                |
| مارك هنري فاز على بو دالاس            |                |
| إيه جاي لي (ب) فازت على بايج          |                |
| دولف زيغلر (ب) فاز على أنطونيو سيزارو |                |
| نيكي يبلا فازت على بري بيلا           |                |
| (ب) تعني البطل                        |                |

## وصلات خارجية
- جحيم في زنزانة على موقع IMDb (الإنجليزية)
- جحيم في زنزانة على موقع قاعدة بيانات الفيلم (الإنجليزية)
- جحيم في زنزانة على موقع كينوبويسك (الروسية)

- الموقع الرسمي لمنافسات جحيم في زنزانة